# Cantone di Dompaire
Il Cantone di Dompaire era una divisione amministrativa dell'arrondissement di Épinal.
È stato soppresso a seguito della riforma complessiva dei cantoni del 2014, che è entrata in vigore con le elezioni dipartimentali del 2015.
Comprendeva i comuni di:
- Les Ableuvenettes
- Ahéville
- Bainville-aux-Saules
- Bazegney
- Begnécourt
- Bettegney-Saint-Brice
- Bocquegney
- Bouxières-aux-Bois
- Bouzemont
- Circourt
- Damas-et-Bettegney
- Derbamont
- Dompaire
- Gelvécourt-et-Adompt
- Gorhey
- Gugney-aux-Aulx
- Hagécourt
- Harol
- Hennecourt
- Jorxey
- Légéville-et-Bonfays
- Madegney
- Madonne-et-Lamerey
- Maroncourt
- Racécourt
- Regney
- Saint-Vallier
- Vaubexy
- Velotte-et-Tatignécourt
- Ville-sur-Illon